# غرايام مورتي
غرايام ستيوارت مورتي (بالإنجليزية: Graeme Murty)‏، من مواليد 13 نوفمبر 1974 في مدلزبرة في إنجلترا، لاعب كرة قدم إسكتلندي.
بدأ مسيرته الكروية مع نادي يورك سيتي الإنجليزي في عام 1993، ولعب معهم حتى عام 1998، وشارك معهم في 122 مباراة وسجل 7 أهداف، ومنذ عام 1998 وهو يلعب مع نادي ريدينغ الإنجليزي.
و قد بدأ باللعب مع منتخب إسكتلندا لكرة القدم في عام 2004.

## مسيرته الكروية
لعب غرايام مورتي خلال مسيرته الاحترافية مع 4 أندية في ثمانية عشر موسمًا وسجل خلالها 10 أهداف ضمن 439 مباراة. ولم يفز بأي موسم بالكأس أو بالدوري.
خاض غرايام مورتي مسيرته مع نادي يورك سيتي في موسم 1993–94 ليلعب معه خمسة مواسم، مشاركًا في 117 مباراة سجل خلالها 7 أهداف. ثم انتقل إلى نادي ريدنغ في موسم 1998–99 ليلعب معه أحد عشر موسمًا، حيث شارك في 308 مباراة سجل خلالها 3 أهداف. لينتقل بعدها إلى نادي تشارلتون أثلتيك في موسم 2008–09 لمدة موسم واحد، مشاركًا في 8 مباريات ولم يسجل أي هدف. ثم انتقل إلى نادي ساوثهامبتون في موسم 2009–10 لمدة موسم واحد، مشاركًا في 6 مباريات ولم يسجل أي هدف أيضًا.

## روابط خارجية
- غرايام مورتي على موقع قاعدة بيانات كرة القدم.إي يو (الإنجليزية)
- غرايام مورتي على موقع ناشيونال فوتبول تيمز (الإنجليزية)
- غرايام مورتي على موقع Soccerbase.com (لاعب) (الإنجليزية)
- غرايام مورتي على موقع عالم كرة القدم.نت (الإنجليزية)
- غرايام مورتي على موقع كووورة